# سیلویا ۸۷
سیارک ۸۷ (به انگلیسی: 87 Sylvia) هشتاد و هفتمین سیارک کشف شده‌است که در ۱۶ مه ۱۸۶۶ کشف شد.
قدر مطلق سیارک برابر ۶٫۹۴ است.